# Disagården

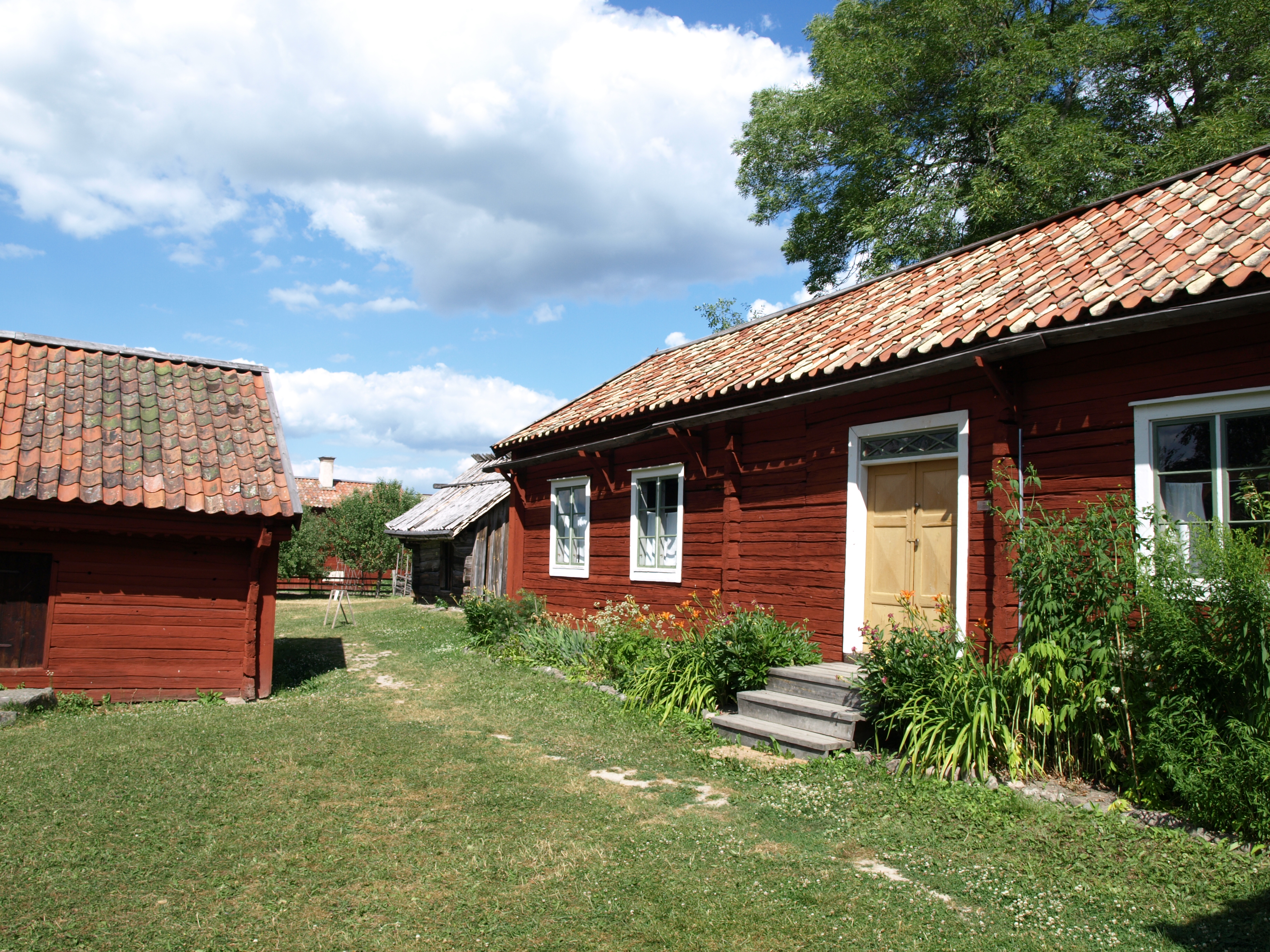
Disagården.

Disagården är ett friluftsmuseum i Gamla Uppsala utanför Uppsala i Uppsala län (Uppland). 
Anläggningen tillhör Upplandsmuseet och består av hus från 1500-, 1600-, 1700- och 1800-talen som tillsammans ger en bild av hur en uppländsk by kunde se ut i mitten av 1800-talet. Byggnaderna kommer ursprungligen från olika delar av Uppland och har flyttats till Disagården. Friluftsmuseet är öppet under sommarhalvåret.

## Historik
Disagården invigdes 1931 och drevs av Disastiftelsen fram till 1970, då stiftelsen upplöstes och friluftsmuseet övertogs av Upplandsmuseet. Tongivande organisationer i Disastiftelsen var Upplands fornminnesförening, numera Upplands fornminnesförening och hembygdsförbund, och Uplands nation.